# Foreste costiere del Congo
La regione delle foreste costiere del Congo è un'ecoregione inclusa nella lista Global 200 del WWF (Ecoregione Nr. 2). Appartiene al bioma delle foreste pluviali di latifoglie tropicali e subtropicali della regione afrotropicale. Comprende le foreste costiere atlantiche dell'Africa centrale. È formata da tre ecoregioni:
- AT0107 - foreste costiere di Cross-Sanaga-Bioko;
- AT0102 - foreste costiere equatoriali atlantiche;
- AT0127 - foreste di pianura di São Tomé, Príncipe e Annobón